# Plazi
Plazi este o asociație internațională non-profit cu sediul în Elveția, care sprijină și promovează dezvoltarea unei literaturi digitale persistente și accesibile în mod deschis bio-taxonomică . Plazi este cofondator al Depozitului de literatură privind biodiversitatea și menține această literatură taxonomică digitală repozitor la Zenodo pentru a oferi acces la fair data convertite din publicații taxonomice utilizând TreatmentBank serviciu, îmbunătățește prezentate a tratamente fiscale prin crearea unei versiuni în format XML Taxpub,
 și educă cu privire la importanța menținerii deschide accesul la discursul și datele științifice. Aceasta contribuie la evoluția e-taxonomiei în domeniul Informaticii biodiversității.
Abordarea a fost inițial dezvoltată într-o binațională Fundația Națională pentru Știință (FSN) și 
 German Research Foundation (DFG) program de bibliotecă digitală la Muzeul American de Istorie Naturală și Universitatea din Karlsruhe, respectiv, pentru a crea o  Schemă XML modelarea conținutului literaturii bio-sistematice. Schema TaxonX se aplică publicațiilor moștenite folosind GoldenGATE, un editor semiautomat. În starea sa actuală, GoldenGATE este un instrument complex de marcare care permite implicarea comunității în procesul de redare a documentelor în documente îmbunătățite semantic.</ref> service based on their Plazi workflow , 
Plazi a dezvoltat modalități de a face accesibile înregistrările de distribuție din literatura taxonomică publicată printr-o TAPIR service that is harvested by the Global Biodiversity Information Facility (GBIF). În mod similar, schema de transfer Species Page Model (SPM) a fost pusă în aplicare pentru a permite recoltarea tratamentelor (descrierile științifice ale speciilor și ale taxonilor superiori) de către terți, cum ar fi Enciclopedia vieții (EOL). În prezent, Darwin Core Archive sunt utilizate pentru a transfera date de tratament către Global Biodiversity Information Facility, furnizând 33.623 de seturi de date peste 50% din toate seturile de date din GBIF. Dacă sunt disponibile, tratamentele sunt îmbunătățite cu link-uri către baze de date externe, cum ar fi GenBank, The Hymenoptera Name Server for scientific names or ZooBank, the registry of zoological names.
Plazi susține că aderă la legea drepturilor de autor și susține că  tratamenteletaxonomice nu se califică drept  operăliterară și artistică. Plazi susține că astfel de opere se află, prin urmare, în domeniul public și pot fi utilizate și difuzate în mod liber (practica științifică necesitând citarea corespunzătoare).